# Michel Fourgon
Michel Fourgon, né le 21 août 1968 à Liège, est un compositeur belge.

## Parcours
Après des études musicales au Conservatoire royal de Liège et une licence en Arts et Sciences de la Musique à l'Université de Liège, il travaille comme chercheur sous la direction de Henri Pousseur.
Avec les compositeurs Claude Ledoux et Denis Bosse, il est cofondateur de  "L'Atelier Musicien", lieu de recherches, de confrontations de pensées et de créations musicales. Il réalise plusieurs spectacles de théâtre musical autour des Chants de Maldoror de Lautréamont avec le metteur en scène Michaël Delaunoy.
Michel Fourgon a également collaboré à de nombreuses reprises avec l'Orchestre Philharmonique de Liège, formation avec laquelle il a enregistré un CD monographique pour le label Cyprès. Il a écrit un opéra consacré à la vie tumultueuse de Lolo Ferrari créé à l'Opéra de Rouen le 8 mars 2013.
Michel Fourgon est professeur de composition et d'histoire de la musique au Conservatoire Royal de Liège.

## Discographie
Plusieurs de ses œuvres ont été enregistrées par la firme de disque Cypres :
- L'atelier musicien - Bosse, Fourgon, Ledoux, L'Autre Trio, Izumi Okubo, Alain Pire, Marcel Cominotto. Cypres 1998 (CYP4604)

- Filigranes, Orchestre philharmonique royal de Liège, Pascal Rophé, Jean Tubéry, Jean-Pierre Peuvion. Cypres 2014 (CYP4641)[1]

## Sources
1. ↑  Jean-Luc Caron, « Filigranes, une entrée dans le monde orchestral de Michel Fourgon », sur www.resmusica.com, 25 février 2015

- Conservatoire royal de Liège - Musique : Corps enseignant